# Едвард Белчер
Едвард Белчер (англ. Edward Belcher, Лондон) — адмірал, англо-канадський географ, мандрівник, полярний дослідник.
Народився 27 лютого 1799 року в Галіфаксі (Нова Шотландія, Канада). У 1812 році вступив на службу гардемарином в Королівський військово-морський флот Великої Британії. 21 липня 1818 вироблений в чин лейтенанта.
У 1825-ому Белчер був включений до складу експедиції Фредеріка Вільяма Бичі, завданням якої було дослідження приполярних областей  Аляски і  Канади.
Після повернення командував різними судами Королівського військово-морського флоту, плавав біля північного та західного узбережжя  Африки і в британських водах. 16 березня 1829 проведений у чин командера. У 1833—1839 роках Белчер на кораблі «Сульфур» (англ. HMS Sulphur) здійснив навколосвітнє плавання, під час якого докладно дослідив і описав прибережні води Чилі.
У 1841 у Белчер вирушив до Ост-Індії і брав участь у Першій Опіумній війні. Там він склав перший в англійській літературі географічний опис Гонконга. 6 травня 1841 Белчер вироблений в чин капітана і нагороджений орденом Бані Кавалерського хреста. У 1843 - 1847 роках він на 500-тонному судні «Самеранг» (англ. HMS Samarang) займався тригонометричними зніманнями узбережжя Південно-Східної Азії. Після повернення Белчер був призначений командиром бригу «Мастиф» (англ. HMS Mastiff)
У 1852 Белчер знову опинився в  Арктиці, там йому було доручено керівництво над урядовою експедицією, відправленою на пошуки  Франкліна. Йому на допомогу було дано Френсіса Леопольда Мак-Клінтока. З ескадрою з п'яти суден: «Ессістанс» (англ. HMS Assistance), «Піонер» (англ. HMS Pioneer), («Резолют» англ. HMS Resolute), «Інтрепід» (англ. HMS Intrepid) і «Норт-Стар» пройшли зі сходу вздовж  Баффінової землі до  протоки Барроу. Там експедиція розділилася й зазимувала в різних пунктах Канадського Арктичного архіпелагу, причому судно «Норт-Стар» було відправлено на південь в затоку  Бутія. Наступного літа Белчер і Мак-Клінток здійснили знімання доступних островів.
Оскільки його судна опинилися в крижаному полоні, Белчер вирішив покинути їх і пробиватися на південь пішим ходом по крижинах і островам. Дійшовши до острова Бичі, Белчер зустрів там  Мак-Клуром з його екіпажем, який, рухаючись від  Берингової протоки через море Бофорта зумів знайти Північно-Західний прохід. З'єднавшись вони рушили на південний схід і були підібрані єдиним вцілілим від експедиції судном «Норд-Стар», яке і доставило їх в Англію.
На батьківщині Белчер був відданий до військового суду за безпідставне залишення своїх кораблів, але був виправданий. Деякий час потому один з його кораблів ( «Resolute») був визволений з крижаного полону екіпажем американського китобійного судна, відремонтований і як приз потрапив до Нью-Йорку. Згодом з дерева цього корабля був зроблений  стіл, який тривалий час стояв в  Овальному кабінеті  Білого дому.
Після зняття всіх звинувачень Белчер продовжив службу в британському військово-морському флоті, 11 лютого 1861 він був проведений в чин контрадмірала, а 2 квітня  1866 — в чин віцеадмірала і звільнений у відставку. 13 березня 1867 Белчер був нагороджений орденом Лазні Командорського хреста. 20 жовтня 1872 перебуваючи у відставці сер Едвард був проведений в чин адмірала.
Помер 18 березня 1877 року в Лондоні.

## Твори
- «Narrative of a voyage round the world performed in HMS Sulphur, 1836—1842» (2 vols., 1843)
- «Voyage of the HMS Samarang to Easter Archipelago» (2 vols., 1846)
- «The last of the arctic voyages» (2 vols., 1855)

На честь Белчера названа вулиця в Гонконзі і вид мартина.